# Milesia nigra
Milesia nigra är en tvåvingeart som beskrevs av Fluke 1939. Milesia nigra ingår i släktet Milesia och familjen blomflugor.
Artens utbredningsområde är Panama. Inga underarter finns listade i Catalogue of Life.